# MTV Video Music Awards
Els MTV Video Music Awards, coneguts també com a MTV VMA, són els premis creats el 1984 pel canal de televisió MTV per guardonar els millors vídeos musicals de l'any. Originalment, van sorgir com una alternativa als premis Grammy (en la categoria de vídeo), però amb el pas de les seves edicions s'han guanyat el respecte de la indústria musical nord-americana i de la cultura popular. Són presentats i transmesos en directe anualment per MTV i CTV al Canadà. Les cerimònies s'han dut a terme en diferents ciutats, com Nova York, Los Angeles, Las Vegas, Miami i Newark.
Entre les versions estrangeres d'aquests premis es troben els Premis MTV Llatinoamèrica, els MTV Europe Music Awards, els MTV Àsia Awards, els MTV Austràlia Video Music Awards, els MTV Russia Music Awards i els MTV Video Music Awards Japan, entre d'altres.
L'estatueta lliurada als guanyadors és anomenada sovint «Home de la Lluna», ja que té la forma d'un astronauta sobre aquest satèl·lit, una de les primeres representacions d'MTV. El guardó va ser dissenyat per la firma Manhattan Design, la mateixa que va crear el logo d'MTV, i ha estat fabricat per la companyia RS Owens, a Chicago, des de 1984.
Fins a l'any 2007, el període d'elecció dels premis començava el dia 1 de juliol. De l'any 2008 en endavant, ha estat el públic qui ha decidit a través d'internet la llista de nominats, i posteriorment els guanyadors de cada categoria.
Fins a l'any 2001, els MTV Video Music Awards es realitzaven el primer dijous de setembre, però des del 2002 es va decidir transmetre'ls l'últim dijous d'agost per evitar conflictes amb l'aniversari dels atacs terroristes de l'11 de setembre. No obstant això, l'any 2007 la cerimònia va ser transmesa novament al setembre i per primera vegada des del teatre Pearl del Palms Casino Resort de Las Vegas. El 2008, l'espectacle va tornar a realitzar-se a Los Angeles, Califòrnia, després de deu anys.
L'artista més premiada en la història dels VMA és Beyoncé amb 24 estatuetes, seguida de Madonna amb vint, i Lady Gaga amb divuit.

## Premis

### Categories actuals
- Vídeo de l'any
- Artista de l'any
- Cançó de l'any
- Millor artista nou
- Artista push de l'any
- Millor vídeo de pop
- Millor vídeo de rock
- Millor vídeo de hip-hop
- Millor vídeo dance
- Millor vídeo llatí
- Millor vídeo amb un missatge social
- Millor col·laboració
- Millor direcció
- Millor direcció d'art
- Millor coreografia
- Millors efectes visuals
- Millor muntatge
- Millor cinematografia
- Cançó de l'estiu
- Tricon Award[4]

### Categories obsoletes
- Vídeo més experimental (1984-1987; reemplaçada per Vídeo revelació)
- Millor vídeo conceptual (1984-1988)
- Millor actuació en un vídeo (1984-1989)
- Millor vídeo post-modern (1989-1990)
- Millor vídeo de format estès (1991)
- Millor vídeo alternatiu (1991-1998)
- Millor lloc web d'un artista (1999)
- Millor vídeo d'una pel·lícula (1987-2003)
- Elecció de el públic estranger (1990? -2003; categoria eliminada en diferents anys en crear-se premis per a regions individuals)
- Vídeo revelació (1988-2005)
- Millor vídeo de rap (1989-2006)
- Millor vídeo de R & B (1993-2006)
- Premi MTV2 (2001-2006)
- Elecció de el públic (1984-2006)
- Millor banda sonora d'un videojoc (2004-2006)
- Millor partitura d'un videojoc (2006)
- Ringtone de l'any (2006)
- Millor vídeo d'un grup (1984-2007)
- Senzill monstruós de l'any (2007)
- Quàdruple amenaça de l'any (2007)
- Millor cançó de l'estiu (2013)
- Millor artista llatí (???? - 2013)
- MTV Clubland Award (2015)
- Millor vídeo de lletres (2015)
- Millor vídeo masculí (1984-2016)
- Millor vídeo femení (1984-2016)
- Michael Jackson Video Vanguard Award (1984-2019)